# Buakaw Banchamek
Buakaw Banchamek dříve bojující pod jménem Buakaw Por. Pramuk (Thajsky: บัวขาว บัญชาเมฆ; resp. บัวขาว ป. ประมุข, narozen 8. května 1982) je profesionální zápasník stylů muay thai (thajský box) a kickbox ve velterové váze. Dlouho boxoval za Por. Pramuk Gym v thajském Bangkoku. Do roku 2009 bojoval hlavně v šampionátu K-1 MAX, nyní zápasí v různých soutěžích, především v Thai Fight Extreme. Je považován za jednoho z nejlepších borců ve své váhové kategorii a je znám tvrdými kopy a nátlakovým stylem. Je šampiónem K-1 MAX z let 2004 a 2006.

## Kariéra
Narodil se jako Sombat Banchamek v Surinu v Thajsku. Ve věku 8 let začal svou zápasnickou kariéru a v 15 letech začal zápasit za Por. Pramuk Gym. Jeho první zápasnické jméno bylo Damtamin Kiat-anan. Během své rohovnické kariéry v Thajsku získal několik titulů v prestižních kláních na stadionech Omnoi a Lumpinee.
V roce 2004 vstoupil do soutěže K-1 MAX, což je obdoba K-1 určená pro zápasníky nižších váhových kategorií. Rychle se dostal do finálových bojů (v nich bojuje v tzv. pyramidě 8 borců), kde postupně porazil Johna Wayne Parra, Takayuki Kohiruimakiho a ve finále předchozího šampiona Masata a tím se stal poněkud překvapivým vítězem K-1 MAX. V roce 2005 svůj úspěch téměř zopakoval, ale nakonec ve finále po tzv. extra kole podlehl na body nizozemskému bojovníkovi Andy Souwerovi. V roce 2006 se znovu probojoval do finále, kde opět narazil na Andy Souwera. Tentokrát však Buakaw zápas rozhodl pro sebe, když ve druhém kole Nizozemce knockoutoval. Stal se tak prvním mužem, který získal titul šampióna K-1 MAX dvakrát.

V roce 2007 se znovu kvalifikoval do finálové osmičky K-1 MAX, kde ve čtvrtfinále narazil na svého tradičního rivala japonského borce Masata. Masatovi se podařilo poslat Buakawa v prvním kole k zemi a ačkoli Buakaw zápas dobojoval, Masato si svou aktivitou a lepší prací rukou vysloužil vítězství na body.
V červenci 2008 opět nechyběl ve finálové osmičce K-1 MAX. Ve čtvrtfinále ho čekal Yoshihiro Sato z Japonska, kterého Buakaw v předchozích duelech vždy porazil. Nicméně ve třetím kole se Satovi podařil zásah kolenem na solar, Buakaw ztratil dech, přestal se bránit a Sato mu zasadil rozhodující úder pravačkou. Byla to první a dosud jediná Buakawova porážka K.O. v kariéře.
V roce 2009 se v K-1 MAX probojoval do semifinále, kde podlehl po extra kole na body svému tradičnímu soupeři Andy Souwerovi. Tento zápas byla jeho dosavadní poslední porážka.
V roce 2010 přestal Buakaw zápasit v K-1 MAX a přesedlal na Shoot Boxing World Tournament 2010, jehož se stal vítězem. V současnosti se zúčastňuje především zápasů Thai Fight Extreme. V březnu 2012 opustil po vleklých sporech Por. Pramuk Gym. Od dubna 2012 zápasí už jen pod jménem Buakaw.
V červnu 2012 Buakaw oznámil, že končí svou kariéru. Důvodem byly neustálé spory s bývalým klubem, který ho podle Buakawa odíral dlouhodobě o jeho zápasnické odměny a nyní ho chtěl dokonce zažalovat.
V srpnu 2012 se Buakaw vrátil vítězstvím znovu k zápasení.
Buakaw Por. Pramuk odbojoval v soutěži K-1 a v thajboxu celkem 236 zápasů, z nichž 203 vyhrál. Utrpěl jen 21 porážek a 12 utkání bylo označeno za nerozhodné (stav ke květnu 2012).